# Kombinat Umformtechnik

Trusioma war die Marke, die durch die Kombinatsbetriebe für Plastverarbeitungsmaschinen verwendet wurde

Der VEB Kombinat Umformtechnik „Herbert Warnke“ Erfurt war ein Kombinat in der Deutschen Demokratischen Republik.
Die Betriebe des Kombinats, welches nach Herbert Warnke benannt war, waren Hersteller von Werkzeugmaschinen der Umform- und der Urformtechnik. Dies umfasste Pressen, Walzwerke und Spritzgießmaschinen. Weiterhin wurden Tafelscheren und Verschäumungsmaschinen – also Maschinen zum Schäumen von Polyurethanen – gefertigt.

## Geschichte
Nach Auflösung der VVB Werkzeugmaschinen und Werkzeuge (WMW) 1969 wurde das Kombinat neben dem Werkzeugmaschinenkombinat „7. Oktober“ Berlin, dem Werkzeugmaschinenkombinat „Fritz Heckert“ Karl-Marx-Stadt und dem Werkzeugkombinat Schmalkalden zur leitenden Organisation des Werkzeug- und Werkzeugmaschinenbaus der DDR. Die Betriebe des 1979 aufgelösten Plast- und Elastverarbeitungsmaschinenkombinats Karl-Marx-Stadt wurden in das Kombinat Umformtechnik eingegliedert.
Das Kombinat unterstand dem Ministerium für Werkzeug- und Verarbeitungsmaschinenbau. Weitere zentral geleitete Kombinate im Zuständigkeitsbereich dieses Ministeriums sind in der Liste von Kombinaten der DDR aufgeführt.
Im Zuge der Wende und der anschließenden Wiedervereinigung wurde das Kombinat 1990 aufgelöst und seine Betriebe wurden privatisiert. Der ehemalige Stammbetrieb des Kombinats, der vormals als VEB Pressen- und Scherenbau Erfurt „Henry Pels“ firmierte, wurde 1994 an Škoda verkauft und 2001 an die Müller Weingarten AG weiterveräußert, die ihrerseits 2007 durch Schuler übernommen wurde.
Der VEB Formenbau Schwarzenberg wurde 1993 von KUKA übernommen. Seit einer Übernahme der KUKA Werkzeugbau GmbH durch Porsche fertigt die Porsche Werkzeugbau GmbH Umform- und Schneidwerkzeuge insbesondere für den VW-Konzern. Der VEB Plastmaschinenwerk Freital wurde 1994 in die Sächsische Kunststofftechnik Industrieservice überführt. Diese produzierte zum Jahresbeginn 1998 ihre letzten Spritzgussmaschinen.

## Zugehörige Betriebe
Zum Kombinat gehörten zuletzt die folgenden Betriebe: 
- VEB Umformtechnik „Herbert Warnke“ Erfurt, Stammbetrieb
- VEB Behälterbau Erfurt
- VEB Blechbearbeitungsmaschinen und Werkzeugbau Aue
- VEB Blema Gotha
- VEB Erfurt-Electronic „Friedrich Engels“ Erfurt
- VEB Formenbau Schwarzenberg
- Forschungszentrum für Umform- und Plastverarbeitungstechnik Zwickau
- VEB Modell- und Formenbau Dessau
- VEB Plastmaschinenwerk Freital
- VEB Plastmaschinenwerk Schwerin
- VEB Plastmaschinenwerk Wiehe
- VEB Plastina Erfurt
- VEB Plasttechnik Greiz
- VEB Pressenwerk Bad Salzungen
- VEB Werkzeugmaschinenfabrik Bad Düben (Wema Bad Düben)
- VEB Werkzeugmaschinenfabrik Johanngeorgenstadt; (ab 1984 im IFA-Kombinat Personenkraftwagen)
- VEB Werkzeugmaschinenfabrik Zeulenroda (Wema Zeulenroda)
- VEB Werkzeugbau Doberschau